# Ophrys schulzei
Espèce
Synonymes
- Ophrys schulzei var. curdica Fleischmann & Bornm.
- Ophrys luristanica Renz[1]

Ophrys schulzei est une espèce de plante herbacée vivace de la famille des Orchidacées. Cette espèce, décrite en 1911 par Joseph Friedrich Nicolaus Bornmüller & Hans Fleischmann d'après une plante du Kurdistan irakien, est dédiée à un botaniste de Iéna, Max Schulze.

## Habitat et répartition
Ophrys schulzei croît sur substrat calcaire en milieux ouverts ou peu ombragés, de 500m à 1700m d'altitude. Rare, on la rencontre dans une aire comprise entre l'est de l'Anatolie et l'Iran, et limitée au sud par le Liban.